# ديفيد ووكر (لاعب كرة قدم أمريكية أمريكي)
ديفيد ووكر (بالإنجليزية: David Walker)‏ هو لاعب كرة قدم أمريكية أمريكي، ولد في 24 ديسمبر 1955.